# 송승룡
송승룡은 대한민국의 KBS춘천방송총국의 보도부 기자이다.

## 경력
- KBS춘천방송총국 30기 공채 보도부 기자 입사
- KBS원주방송국 기자
- KBS기자협회 춘천지회장

## 수상
- 2021년 이달의 기자상 수상